# Campari
Campari, eller mer korrekt Campari Bitter, är en alkoholhaltig aperitif av typen bitter med en kryddig smak med inslag av blodapelsin och malört. Alkoholhalten ligger på 25% men kan variera något upp eller ner beroende på vilket land drycken marknadsförs i. Märket är ett av världens mest kända och marknadsförs i 190 länder och ägs idag av Camparigruppen.

## Historia
Drycken har fått namn av uppfinnaren Gaspare Campari (1828-1882) som hade ett kafé invid domen i Milano. Han började tillverka en bitter dryck utifrån ett eget recept. Receptet, som är hemligt, är det samma än idag.
Vid Gaspare Camparis död tog en av hans söner, Davide, över företaget och utvecklade det vidare. Företaget bytte namn till Davide Campari-Milano S.p.A och man satsade mycket på kommunikation genom designade reklamaffischer.
1932 kom den färdigblandade drinken Campari Soda som presenterades i en designad flaska, signerad Fortunato Depero. Campari Soda var världens första färdigblandade cocktail på flaska.

## Recept
Receptet består av bittra örter, aromatiska växter och frukt som får ligga och dra i alkohol och vatten. Det exakta antalet ingredienser är inte känt och det talas om allt från 20 till 60 olika. 
Den röda färgen kommer från färgämnet karmin (E120) som utvinns från torkade honor av koschenillsköldlöss.

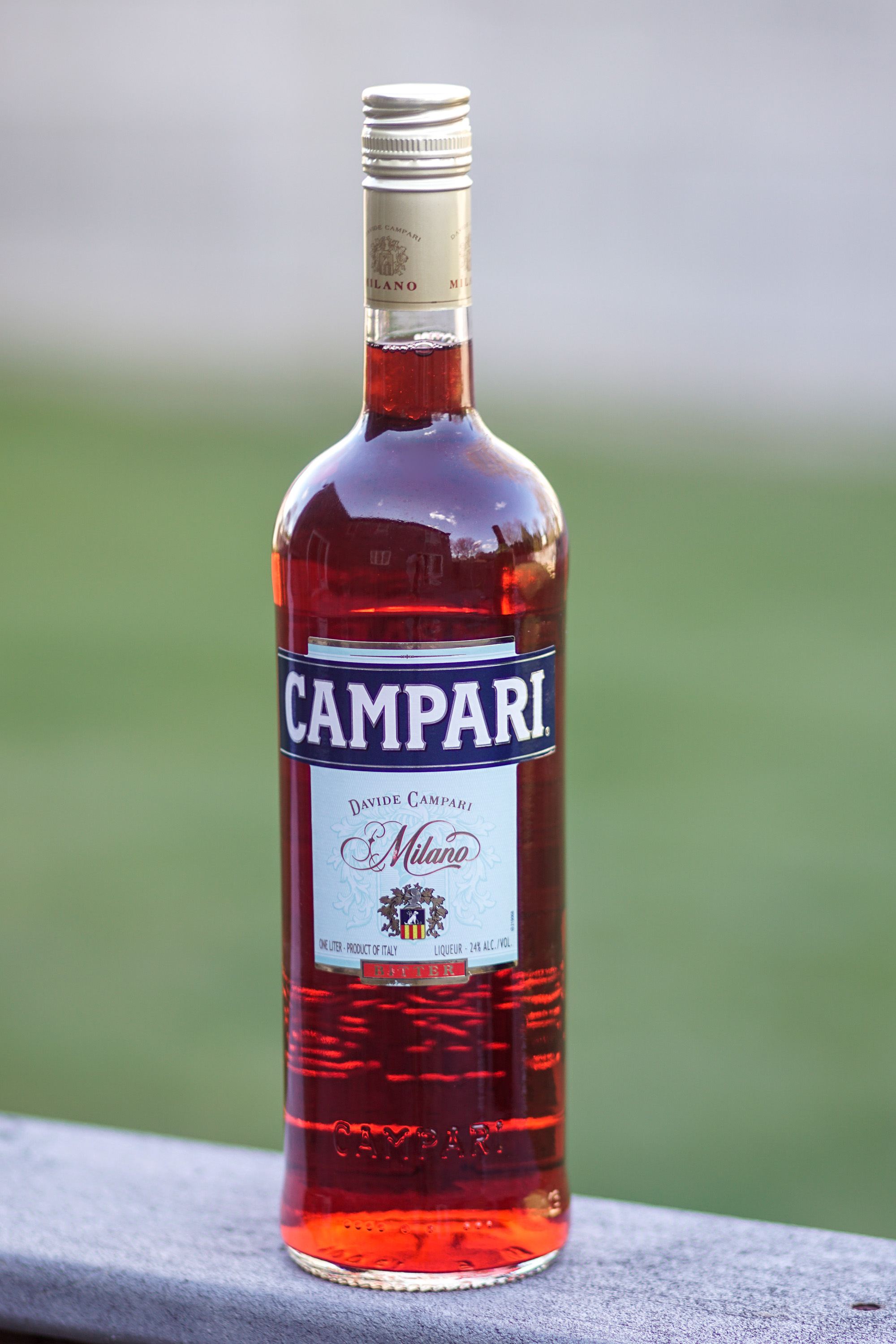
En flaska Campari Bitter.
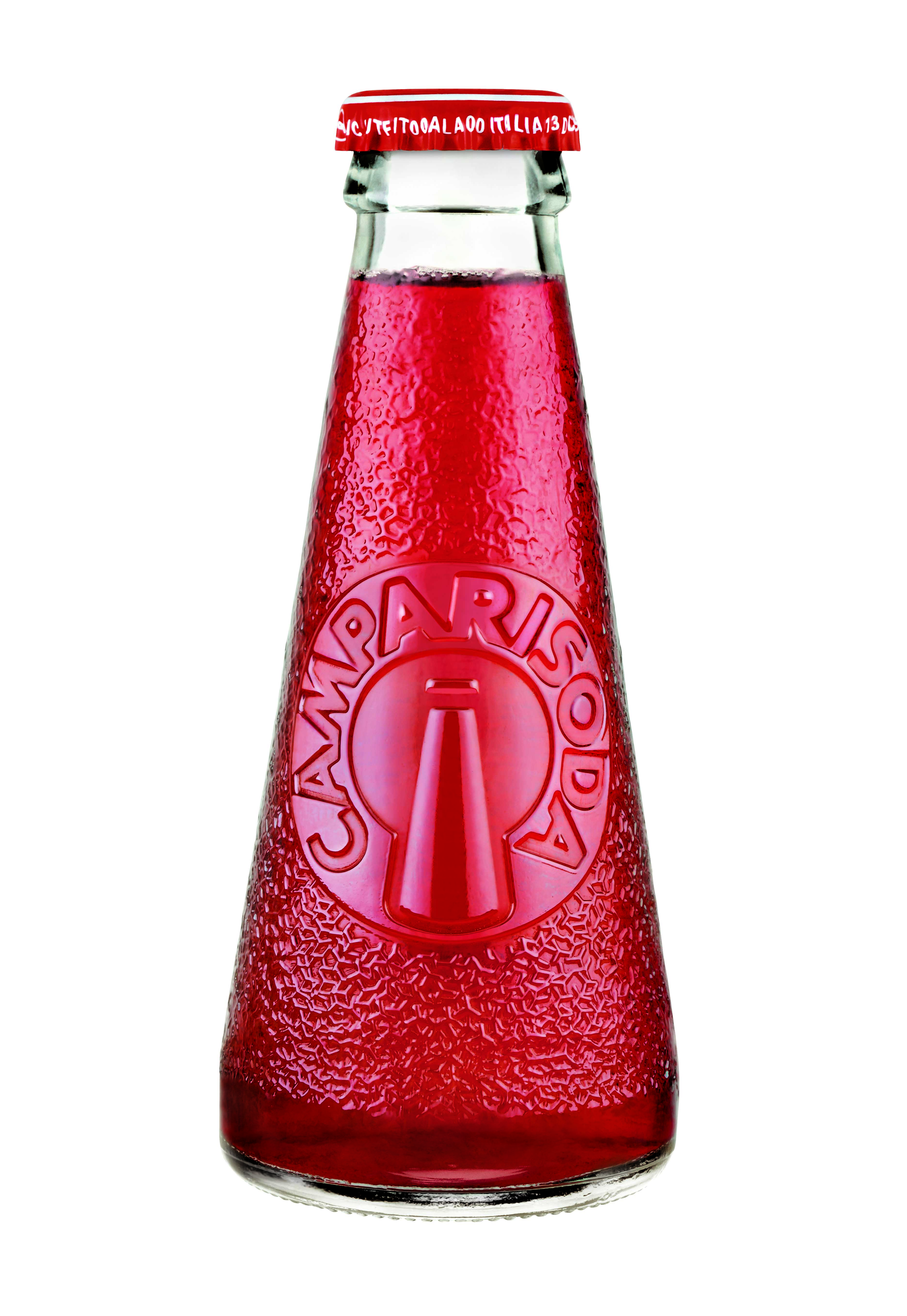
Campari Soda.
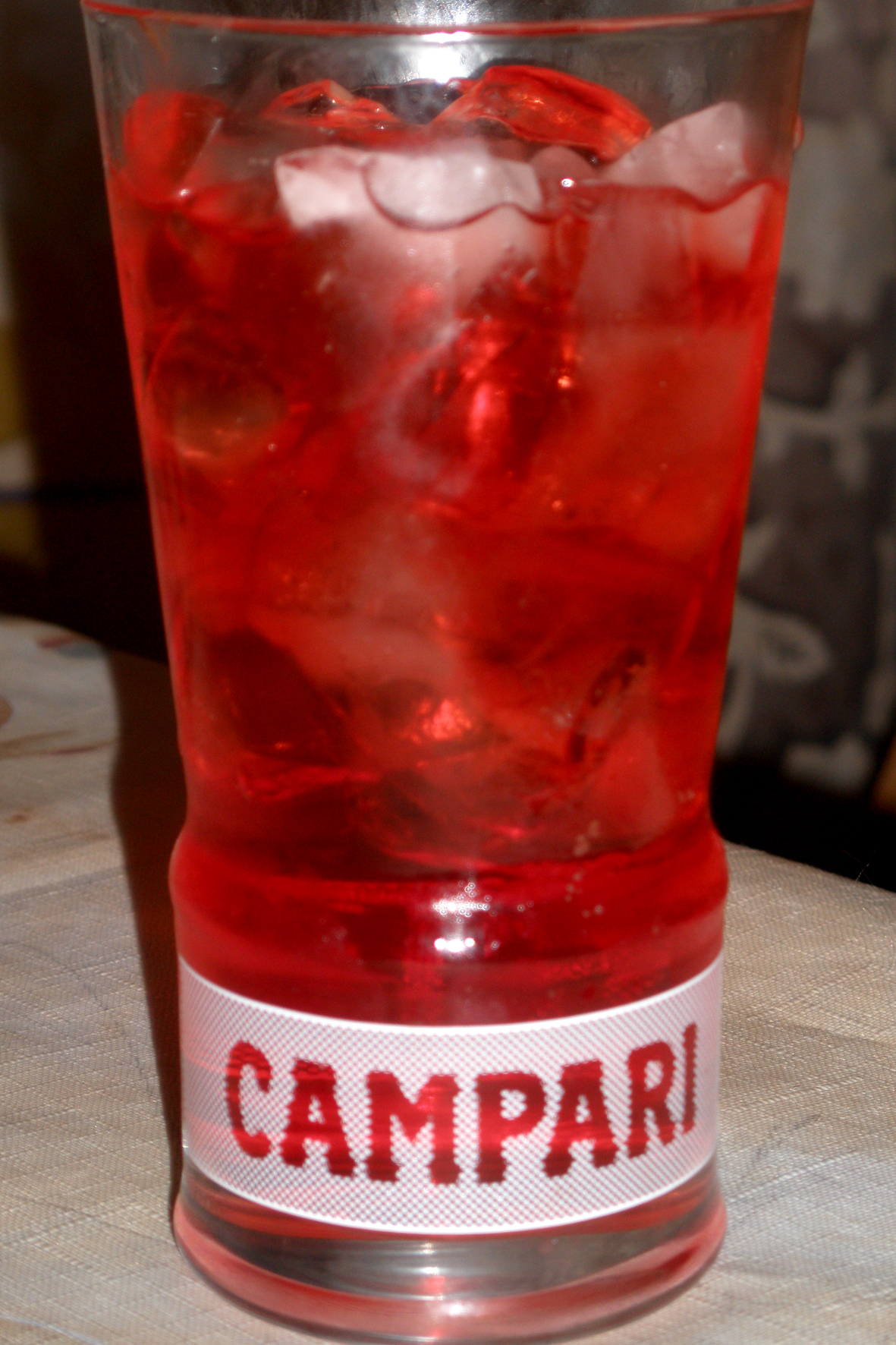
Campari on the rocks.
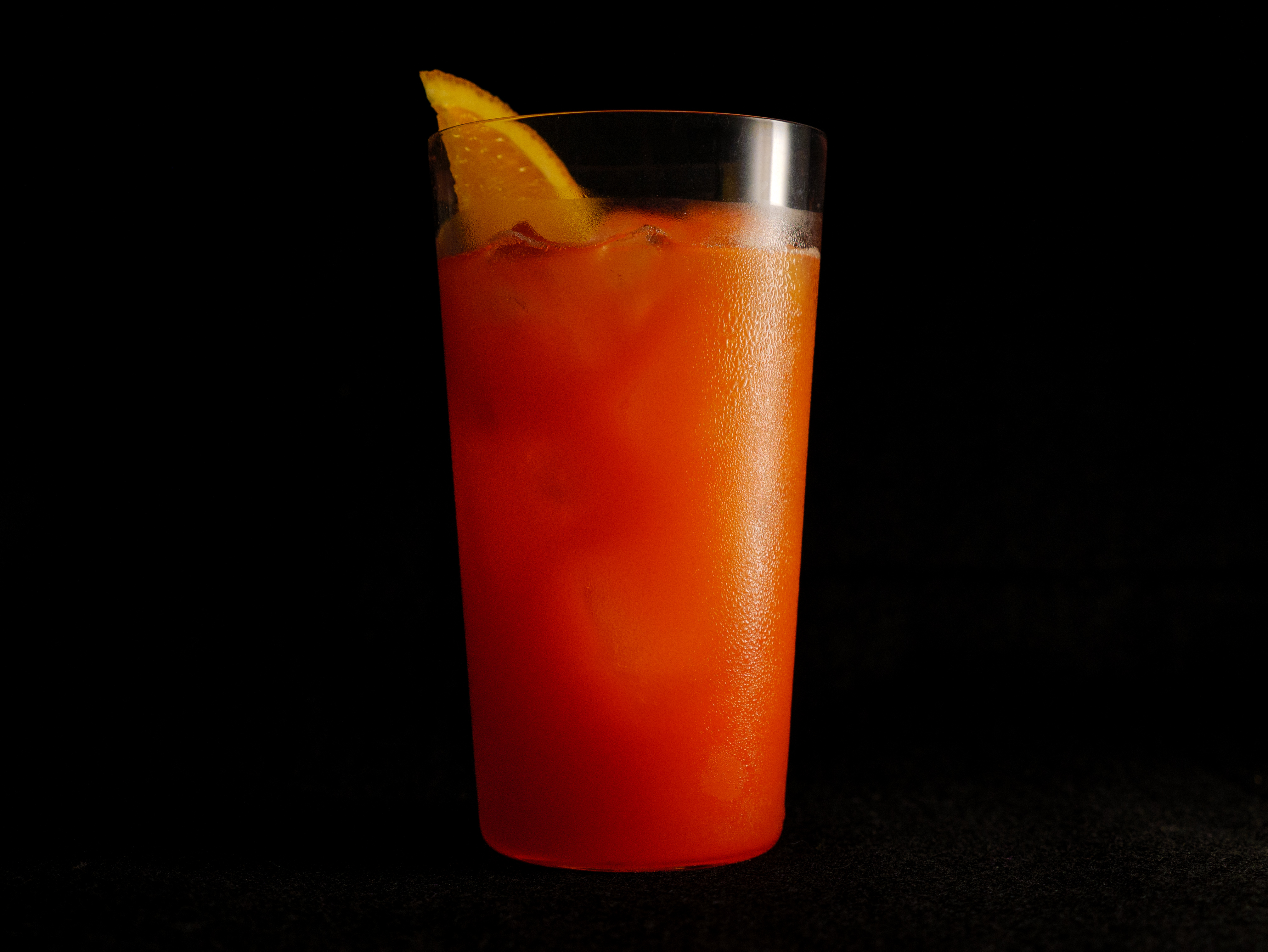
Campari Orange.